# Oreobates amarakaeri
Oreobates amarakaeri is een kikker uit de familie Strabomantidae. De soort komt voor in Peru.